# 御代田町立御代田中学校
御代田町立御代田中学校(みよたちょうりつみよたちゅうがっこう)は、長野県北佐久郡御代田町にある町立の中学校である。

## 概要
御代田町唯一の中学校である。敷地のすぐ北には龍神の杜公園がある。
校舎北側からは浅間山を望むことができ、学校教育目標も「美しく雄大な浅間山に学ぶ」とされている。気高く端正で、そこに生きる様々な人々を包み込む浅間山の姿から、
自ら学び　皆で学び（み）
よさを認め合い　夢を追い求め（よ）　
たくましい心身をつくる（た）　
（みよた=御代田）を合言葉としている。

### 校歌
- 作詞：荻原哲四郎[1]
- 作曲：小宮山善利[1]

## 沿革
「history」（御代田中学校ホームページ）を参照。
- 1947年4月1日 - 御代田村立御代田中学校として開校。
- 1956年9月 - 御代田村・小沼村・伍賀村が合併し、御代田町立御代田中学校となる。
- 1958年5月 - 町内の小沼中学校・伍賀中学校と形式統合し新たに御代田中学校となり、各校を部校とする。
- 1960年3月 - 各部校を統合し、新設校舎へ移転。開校式を行う。
- 1969年11月 - 開校10周年記念式典を実施。
- 1979年11月 - 開校20周年記念式典を実施。
- 1989年10月 - 開校40周年記念式典を実施。
- 2011年 - 
  - 3月 - 新校舎が完成。
  - 11月 - 開校50周年記念式典を実施。
- 2019年11月 - 開校60周年記念式典を実施。

## 主な年間行事
- 4月 - 入学式、始業式、3年生修学旅行[3]
- 7月 - 1年生宿泊学習、2年生職場体験学習[3]
- 9月 - 雪窓祭[3]（体育祭・文化祭・合唱コンクールを2日間で行う[4]）
- 10月 - 人権月間（全校で人権について学ぶ）
- 11月 - 生徒会役員選挙[3]
- 3月 - 卒業式

## 著名な卒業生
- 山浦麻葉 - 女子カーリング選手、2010年バンクーバーオリンピック日本代表[5]